# زمان‌آباد (شاهرود)
زمان‌آباد یک روستا در ایران است که در دهستان خوارتوران شهرستان شاهرود واقع شده‌است.  

## جمعیت
زمان‌آباد ۲۴۲ نفر جمعیت دارد.